# Justel
Justel – gmina w Hiszpanii, w prowincji Zamora, w Kastylii i León, o powierzchni 50,9 km². W 2011 roku gmina liczyła 100 mieszkańców.